# Canino (olio di oliva)
Canino (DOP) è un olio di oliva a denominazione di origine protetta prodotto dalle olive della omonima cultivar di olivo e Leccino, Pendolino, Maurino e Frantoio, da sole o congiuntamente.
La zona di produzione è localizzata nella provincia di Viterbo.
È consentita un'acidità massima dello 0.5%, è verde smeraldo con riflessi dorati, odore fruttato e ha retrogusto di amaro e piccante, con sentori di erba fresca, cardo e carciofo.